# 전자식 항공기 발진시스템

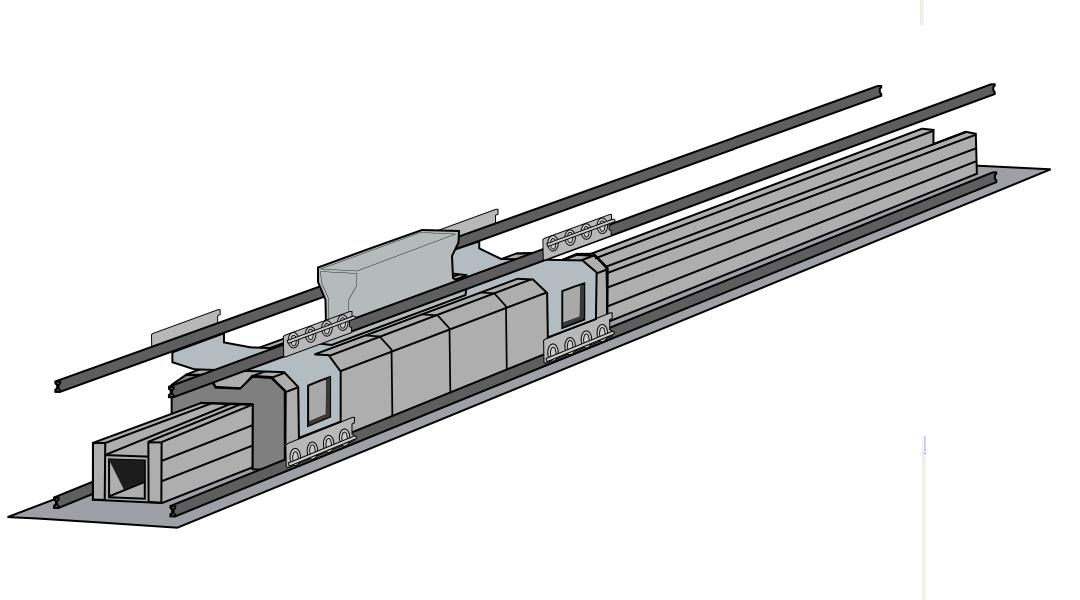
EMALS

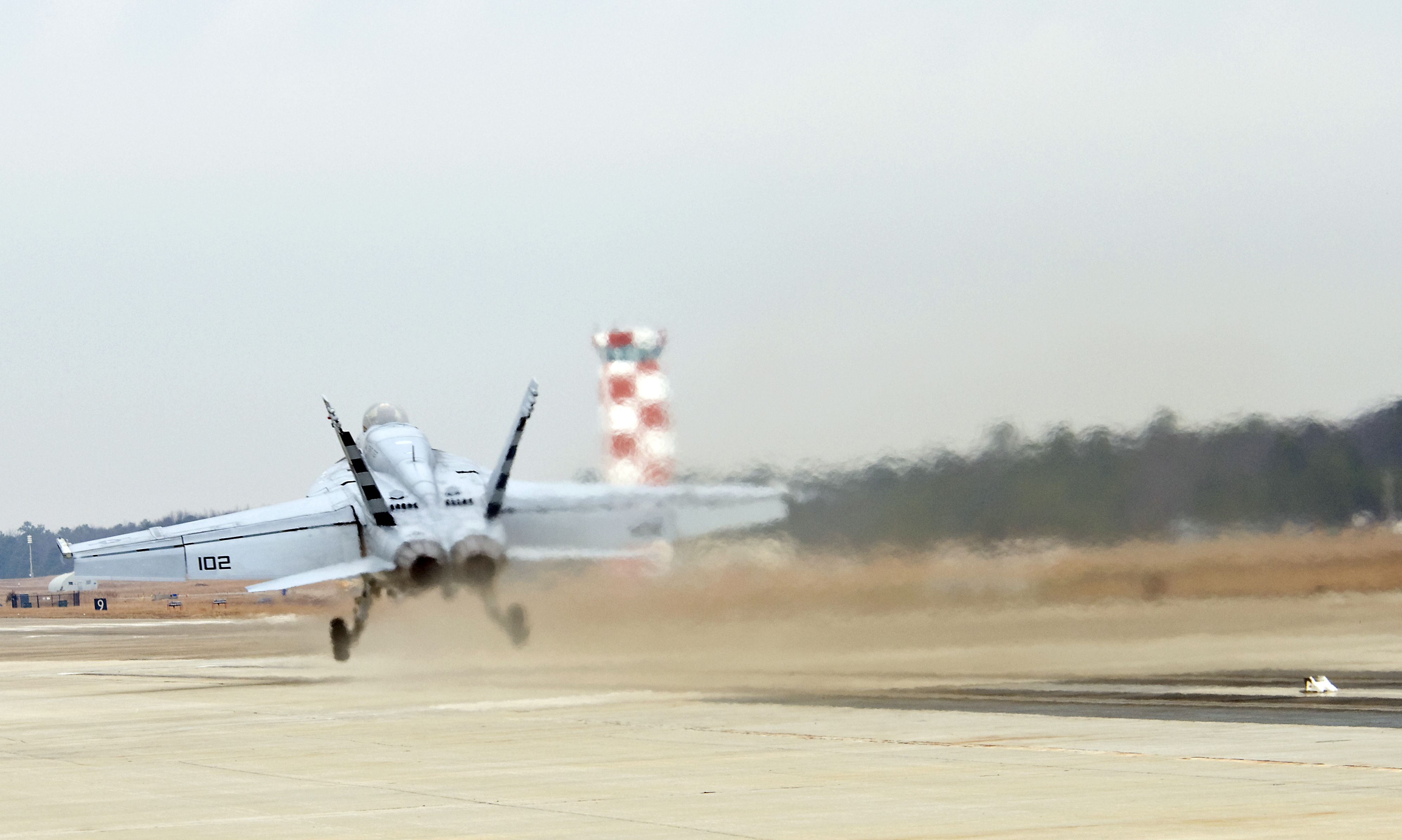
2010년 지상에 설치된 EMALS로 이륙중인 F/A-18E

전자식 항공기 발진시스템(Electromagnetic Aircraft Launch System (EMALS))는 기존의 증기식 항공모함 캐터펄트의 작동방식을 전자기식으로 바꾼 시스템이다.

## 미국
미국은 리니어 모터와 전자기식으로 작동하는 캐터펄트를 개발중이다. 전자기식 캐터펄트는 핵추진 항공모함에서 에너지 효율성이 높을 것이며, 압축 공기를 다루는 데 있어서의 위험을 제거해 줄 수 있을 것이다. 가스 터빈 추진 선박에서 전자기식 캐터펄트는 증기 캐터펄트를 위해 별도의 스팀 보일러를 설치해야 했던 필요성을 없애줄 것이다. 미 해군의 제럴드 R. 포드급 차기 원자력 항공모함과 영국 해군의 퀸 엘리자베스급 항공모함은 전자기식 캐터펄트를 사용할 계획이다.
제럴드 R. 포드급 차기 원자력 항공모함에 장착될 EMALS는 제너럴 아토믹스사가 개발중이며, 2010년 6월 1일 지상에 설치된 일렉트로펄트에서 T-45 훈련기의 이륙시험을 하였다.
EMALS는 91 m (300 ft) 길이이며, 45톤의 전투기를 시속 240 km로 가속할 수 있다. 기존 증기식 캐터펄트는 95 MJ이었는데, EMALS는 122 MJ로서 29% 출력이 향상되었다. 재충전 시간은 45초로 증기식 보다 단축되었다.

### 테스트
- 2010년 6월 1일, 6톤 T-45 고쉬호크 이륙 성공
- 2010년 6월 9일, 24톤 C-2 그레이하운드 30인승 수송기 이륙 성공
- 2010년 12월 18일, 30톤 F/A-18E 슈퍼 호넷 이륙 성공
- 2011년 9월 27일, 26톤 E-2D 호크아이 이륙 성공
- 2011년 11월 18일, 31톤 F-35C 라이트닝 II 이륙 성공

## 영국
영국은 퀸 엘리자베스급 항공모함 2척에 스키점프대를 장착해 F-35B 수직이착륙기를 탑재하려 했으나, 수직이착륙기 개발에 실패하자 일렉트로펄트를 장착해 F-35C를 탑재하려고 계약을 변경하였다. 그러다 다시 계약을 변경하여 수직이착륙기를 주문했다. 일단 스키점프대에 F-35B 수직이착륙 버전을 사용하다가, 일렉트로펄트 개발이 완료되면 F-35C를 도입할 계획이다. F-35B는 수직이착륙용 장치 때문에, 최대무장량이 절반으로 줄어들었다.

## 프랑스
프랑스는 차기 프랑스 항공모함에 일렉트로펄트를 설치하여 라팔을 탑재할 계획이다.

## 중국
2016년 7월 4일, 중국 해군이 화베이 지역 실험장에서 젠-15 전투기를 이용해 EMALS 실험에 성공했다. 기존 증기식 캐터펄트 대신 EMALS를 이용하면 설비를 간소화할 수 있고, 사출시스템의 무게 및 운영 인원도 대폭 줄일 수 있다. 또한 항공모함에 여분의 공간이 늘어나 더 많은 항공기를 탑재할 수 있다.

## 대한민국
한국은 독도함에 유사시 스키점프대를 장착해 31톤 F-35B 수직이착륙기를 사용할 수 있도록 개발했다. 일렉트로펄트를 장착하면 31톤 F-35C 항모형을 사용할 수 있으나, 이에 대한 논의는 보도된 적이 없다. 다만 한국의 공상과학소설에 일렉트로펄트를 장착한 한국형 항공모함이 등장하는 정도의 논의 수준이다.
독도함에 일렉트로펄트 1개를 장착하면, 6톤 T-45 고쉬호크, 24톤 C-2 그레이하운드 30인승 수송기, 30톤 F/A-18E 슈퍼 호넷, 26톤 E-2D 호크아이, 31톤 F-35C 라이트닝 II을 모두 사용할 수 있다는 것은 독도함과 같은 크기인 브라질의 미나스제라이스 항공모함이 실증한 바 있다.

## 장점
스팀 캐터펄트에 비교하면, EMALS는 더 가볍고, 더 작고, 유지보수가 쉽고, 더 고장이 적고, 재충전이 빨리되며, 적은 에너지를 소모한다. 스팀 캐터펄트는 1회 발사에 610 kg의 증기가 필요하다. EMALS는 가벼운 무인기, 무거운 수송기에 맞게, 출력 조절을 더 정밀하게 할 수 있다.

## 같이 보기
- 코일건
- 레일건
- 해군 항공